# Schizodon succinctus
Schizodon succinctus är en fiskart som beskrevs av Burmeister, 1861. Schizodon succinctus ingår i släktet Schizodon och familjen Anostomidae. Inga underarter finns listade i Catalogue of Life.